# Парамалингам, Челлиах
Челлиах Парамалингам (англ. Chelliah Paramalingam, 15 ноября 1936) — малайзийский хоккеист (хоккей на траве), нападающий.

## Биография
Челлиах Парамалингам родился 15 ноября 1936 года.
Играл в хоккей на траве за Селангор.
В 1964 году вошёл в состав сборной Малайзии по хоккею на траве на Олимпийских играх в Токио, поделившей 9-10-е места. Играл на позиции нападающего, провёл 7 матчей, забил 2 мяча в ворота сборной Бельгии.